# Svart fältblomfluga
Svart fältblomfluga (Eupeodes rufipunctatus) är en tvåvingeart som först beskrevs av Charles Howard Curran 1925.  Svart fältblomfluga ingår i släktet fältblomflugor, och familjen blomflugor. Arten har ej påträffats i Sverige. Inga underarter finns listade i Catalogue of Life.
Arten är i Europa endast känd från Island. Den hittas dessutom i arktiska delar av östra Ryssland, Grönland och Nordamerika. På Island är utbredningsområdet 20 km² stort. Habitatet utgörs av tundran med gräs, buskar och andra låga växter. Fortplantningen sker mellan slutet av juni och augusti. Larver har hittats vid växter av videsläktet.
På Island äter fåren blad av vide där larverna lever. Buskar kan förstöras under vulkanutbrott. Ett framtida hot kan vara den globala uppvärmningen. IUCN listar populationen på Island som starkt hotad (EN).